# Ariston Verlag
Der Ariston Verlag ist ein Buchverlag der zum Bertelsmann-Konzern gehörenden Penguin Random House Verlagsgruppe mit Sitz in München. Ariston publiziert vor allem populäre Sachbücher und Ratgeber aus den Bereichen Persönlichkeit, Psychologie, Gesundheit und Wirtschaft.

## Geschichte

### Gründung und erste Jahre
Der Verlag wurde 1964 in Genf als Ramon F. Keller Verlag gegründet. Verleger war Heinz Bundschuh (* 1930), seine Ehefrau Aurelia Bundschuh (* 1933) wirkte als Autorin, Übersetzerin und Lektorin mit. Der Verlag war anfangs auf esoterische Literatur spezialisiert. Größter Bucherfolg war „Die Macht Ihres Unterbewusstseins“ des irischen Esoterikers Joseph Murphy, der bis heute allein in Deutschland über 2,5 Millionen Mal verkauft wurde. Zu den frühen Autoren gehörte auch der Scientology-Gründer L. Ron Hubbard, von dem der Verlag sich später jedoch öffentlich distanzierte.

### Umbenennung und Verkauf
1973/1974 wurde die Firma in eine Aktiengesellschaft umgewandelt und in Ariston Verlag umbenannt. Für das wachsende Deutschlandgeschäft wurde 1988 unter der Firma Ariston Verlag GmbH & Co. KG eine Tochtergesellschaft mit Sitz in München errichtet, wo auch Cheflektorat und Vertrieb angesiedelt waren. 1995 verkauften die Gründer den Verlag an die Wirtschaftsanwältin Monika Roell, die 1996 auch die verlegerische Leitung übernahm. 1999 fusionierte Ariston dann mit dem Heinrich Hugendubel Verlag. Er wurde mit Sitz in Kreuzlingen und München weitgehend selbstständig weitergeführt und zählte zu den umsatzstärksten Marken der neuen Verlagsgruppe.

### Aktuellere Entwicklungen
2008 übernahm schließlich die damalige Verlagsgruppe Random House den Ariston Verlag zusammen mit den übrigen Verlagen der Hugendubel-Gruppe. Verlagsleiter war bis 2017 Ulrich Genzler, danach bis August 2021 Tilo Eckardt.

## Programm
Der Verlag veröffentlicht jährlich rund 16 Novitäten, meist sowohl als gedrucktes Buch und E-Book. Das lieferbare Programm von Ariston umfasst derzeit 115 Titel von 78 Autoren, darunter beispielsweise „It’s now“ von Janina Kugel, „Panikattacken und andere Angststörungen loswerden“ von Klaus Bernhardt und die erste autorisierte deutschsprachige Ausgabe von „Denke nach und werde reich“ von Napoleon Hill, die seit 1966 durchgehend lieferbar ist.